# Arhaphe carolina
Arhaphe carolina är en insektsart som beskrevs av Herrich-schaeffer 1850. Arhaphe carolina ingår i släktet Arhaphe och familjen Largidae. Inga underarter finns listade i Catalogue of Life.